# 이오 (위성)
이오(Io, 그리스어: Ἰώ)는 목성의 위성 중 하나로 갈릴레이 위성에 속하는 위성이다. 지름은 3,642km으로 태양계에서 네 번째로 큰 위성이며 목성의 위성 중 세 번째로 크다. 이 위성의 이름은 그리스 신화에서 제우스의 연인 중 한명이자 헤라의 여사제인 이오를 따서 지어졌다.
400개 이상의 활화산을 가진 이오는 태양계에서 지질학적으로 가장 활발하게 움직이는 위성 중 하나다. 이오의 극단적인 지질 활동은 목성과 다른 갈릴레이 위성인 유로파, 가니메데, 칼리스토가 밀고 당겨 생기는 조석 가열 때문이다. 여러 화산들은 표면 위 500km까지 황과 이산화 황의 연기를 뿜어내고 있다. 이오의 표면은 규산염 지각에서 벌어지는 압축에 의해 생긴 100개 이상의 산이 덮고 있다. 그 중 일부는 에베레스트 산보다 더 크다. 이오의 구성은 외태양계에 있는 다른 위성들과 다르다. 외태양계의 위성들은 주로 얼음으로 구성되어 있는 반면, 이오는 용융 상태의 철과 철 핵을 둘러싼 규산염 암석으로 이루어져 있고, 표면은 황과 이산화 황의 서리로 덮여 있다.
이오의 화산들은 독특한 '기능'을 각각 담당하고 있다. 화산 폭발로 파편을 날리고 용암을 흐르게 하여 표면을 노란색, 빨간색, 흰색, 검은색, 초록색 황 화합물로 덮는다. 광범위한 용암 분출은 500 km 범위까지 퍼져나가며, 표면에 자국을 남긴다. 이 화산 활동으로 생성된 물질들은 이오의 표면을 얇게 덮고 얕은 대기를 형성하며, 일부는 목성의 광범위한 자기권에 들어가기도 한다. 이오의 화산 분출물들은 목성에 엄청난 크기의 플라즈마 고리를 형성한다.
이오는 17~18세기 천문학의 발전에 중요한 역할을 했다. 이오는 갈릴레오 갈릴레이가 발견했고, 칼리스토, 가니메데, 유로파와 함께 묶여 갈릴레이 위성으로 불린다. 이오의 발견은 코페르니쿠스의 태양중심설을 채택하게 하는 계기가 되었고, 요하네스 케플러의 운동 법칙을 개발하는 계기가 되었으며, 최초의 빛 속도 측정 대상이 되었다. 지구에서 이오는 19세기 후반부터 20세기 초까지 극은 붉고 적도 쪽은 밝다는 것까지 알려졌으며, 그 후 표면의 대규모 용암 형상을 관측할 수 있게 되었다. 1979년, 두 대의 보이저 탐사선은 이오가 지질학적으로 활발한 위성임을 밝혀 냈고, 거대한 화산들과 충돌구들이 비정상적으로 젊다는 것도 관측하였다. 갈릴레오 호은 1990년도와 2000년도에 이오를 지나치며 관측했고, 이오의 내부 구성과 표면 조성에 대한 정보를 얻어냈다. 또한 탐사선들은 이오와 목성 자기권의 연관관계와 이오 궤도 주변의 방사선 띠의 유무도 밝혀 내었다. 이오에는 하루에 3600 Rem의 방사선이 들이친다.
또한 2000년에 카시니-하위헌스호와 2007년 뉴 허라이즌스 호가 목성을 지나치며 이오를 관측했고, 지구의 허블 우주 망원경도 계속해서 이오를 관측하고 있다.
2023년 10월 15일, 목성 탐사선 주노가 1만 1,645km까지 이오에 접근, 근접비행하며 촬영한 사진을 지구로 전송하였다.

## 작명

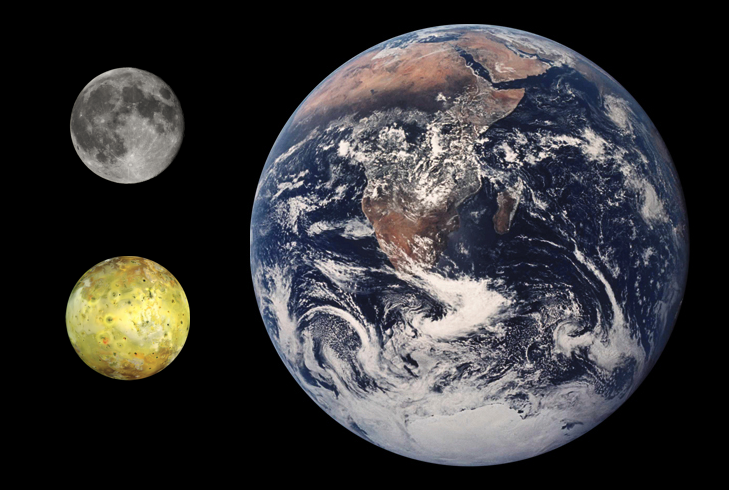
이오, 달과 지구의 크기 비교

시몬 마리우스는 갈릴레이 위성의 단독 발견자로 인정받지는 않으나, 그가 제기한 갈릴레이 위성들의 이름은 현재 널리 쓰이고 있다. 그는 1614년 저작 Mundus Iovialis anno M.DC.IX Detectus Ope Perspicilli Belgici에서 위성 넷 중 목성에 가장 가까운 천체에 "목성의 수성"이나 "목성계 행성들 중 첫째" 등의 이름을 붙이는 것을 제안했다. 1613년 10월 요하네스 케플러의 제안에 기초하여, 시몬 마리우스는 갈릴레이 위성 넷에 그리스 신화의 제우스 혹은 그와 동격인 로마 신화 유피테르의 연인 이름을 붙이는 작명법을 고안해 냈다. 그는 넷 중 목성과 가장 가까운 위성에 이오의 이름을 붙였다. 마리우스가 지은 이름은 이후 수세기 후에야 널리 쓰이게 되었고, 초창기 천문학 문헌 대부분에는 이오를 보통 '목성 I'(Jupiter I) 또는 '목성의 제1 위성'처럼 로마 숫자 명칭(이 명명법은 갈릴레오가 개발한 것이다.)으로 기록했다.
표면에 화산이 가득한 위성 속성에 맞게, 이오 표면의 지형에는 이오 신화 속 인물과 장소, 불·화산·태양·번개를 상징하는 세계 각국 전설 속의 신들, 단테의 신곡에 나오는 인물과 장소 명칭이 붙었다. 국제 천문 연맹은 보이저 1호가 처음으로 근접 영상을 보내 온 이래 이오의 화산, 산, 평원, 고반사도 지형 명칭 225개를 승인했다. 이렇게 승인된 지형 명칭 중 화산활동으로 생긴 구조를 가리키는 것으로는 '파테라'(뜻은 '잔받침'. 화산활동으로 움푹 들어간 지형임), '플룩투스'(뜻은 '흐름'. 용암류 지형), '발리스'(뜻은 '계곡'. 용암이 만든 해협 모양 지형), '활성 분출 중심'(active eruptive center, 특정 화산에서 최초로 연기가 뿜어져 나온 지점) 넷이 있다. 이밖에 산악지대는 '몬스', 고원은 '멘사'(뜻은 '책상'), 층을 이룬 대지는 '플라눔', 순상화산은 '톨루스'(뜻은 '천장이 둥근 건물' 또는 '로턴더')로 각각 명명되었다. 반사율이 높아 밝은 지대는 '레지오'로 불린다. 이상의 명칭을 써서 명명된 지형의 예로는 프로메테우스, 판 멘사, 트바쉬타 파테라, 취고압 플룩투스 등이 있다.

## 관측 역사

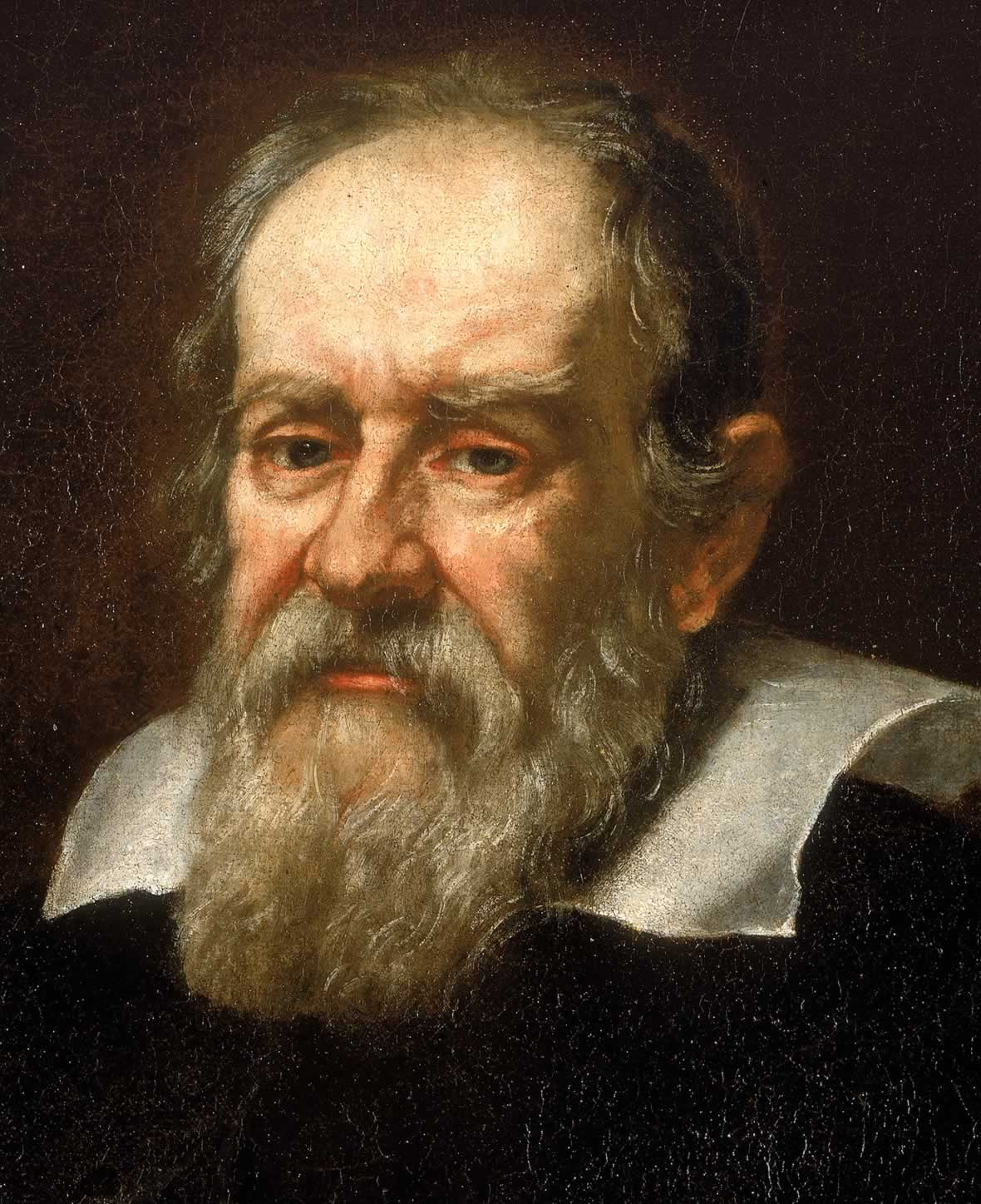
갈릴레오 갈릴레이는 이오를 발견했다.

이오의 발견을 최초로 공표한 사람은 갈릴레오 갈릴레이로, 1610년 1월 7일 파도바 대학교에서 20배율 굴절 망원경을 사용하여 관측했다. 그러나 이 관측에서 갈릴레이는 망원경의 성능이 낮았던 탓에 이오와 유로파를 하나의 천체로 인지했고, 둘을 하나의 광점으로 기록했다. 바로 다음날 1610년 1월 8일 갈릴레이는 목성계를 다시 관측하여 이오가 유로파와 분리된 천체임을 알아냈다.(국제 천문 연맹은 이 날을 이오가 발견된 날로 인정한다.) 갈릴레이는 1610년 3월 이오와 나머지 목성의 위성들의 발견 사실을 Sidereus Nuncius 제목으로 출판했다. 시몬 마리우스는 1614년 그가 출판한 저작 Mundus Jovialis에서 본인이 이오를 포함한 목성의 위성들을 갈릴레이의 발견일보다 일 주일 먼저 1609년에 발견했다고 주장했다. 갈릴레이는 이 주장을 의심했고 마리우스가 자신의 발견을 표절한 것으로 취급하여 무시했다. 사실 마리우스의 최초 발견일인 1609년 12월 29일은 율리우스력으로 이는 갈릴레이가 사용한 그레고리력으로는 1610년 1월 8일에 해당된다. 둘의 발견일은 같지만 마리우스보다 먼저 발견을 공표한 갈릴레이가 이오의 발견자로 인정받는다.
이후 250년동안 이오는 천문학자들의 망원경 속에서 잘 알려지지 않은, 5등급 밝기의 광점으로 남아 있었다. 17세기에 이오를 포함한 갈릴레이 위성들은 경도를 정하거나, 케플러의 행성 운동 법칙을 검증하는 데 이용되거나, 목성과 지구 사이 빛이 도달하는 데 걸리는 시간을 재는 등 여러 연구 목적으로 활용되었다. 카시니 외 여러 천문학자들이 만든 천체력에 기반하여 피에르시몽 라플라스는 이오, 유로파, 가니메데의 궤도 공명을 설명하는 수학 이론을 만들었다. 이 공명은 훗날 세 위성의 지질학 연구에 지대한 영향을 끼치게 된다.
19세기 말에서 20세기에 이르러 천문학자들은 향상된 망원경 기술력 덕분에 이오 표면의 거대한 특징들을 분해하여(이는 분명한 물체로 식별한다는 뜻임) 관측할 수 있게 되었다. 1890년대에 에드워드 바나드는 최초로 이오의 적도와 극 지역 둘의 밝기에 차이가 있음을 발견했다. 바나드는 이 밝기 차이의 원인이 본인이 애초 제기했던 이오가 두 개의 별개 천체라든가 또는 당시 동료 천문학자였던 에드워드 피커링의 주장대로 이오가 계란모양으로 생겼기 때문이 아니라, 두 지역이 서로 색채 및 알베도가 다르기 때문이라고 정확히 지적했다. 이후 망원경 관측으로 뚜렷하게 적갈색 빛을 내는 이오 극지대와 적도의 황백색 띠 구조를 확인했다.
20세기 중반 망원경 관측으로 평범하지 않은 이오 외관의 실마리가 풀리기 시작했다. 분광기를 이용한 관측 결과 이오 표면에 물은 없으며(물은 다른 갈릴레이 위성에는 풍부하게 존재한다.) 대신 나트륨의 소금과 황으로 이루어진 증발 물질들이 표면을 뒤덮고 있는 것으로 추측했다. 라디오 망원경 관측으로 데카미터 파장 폭발이 이오의 공전 주기와 연관이 있음을 확인, 이오가 목성 자기장에 미치는 영향을 밝혀냈다.

### 파이어니어 호

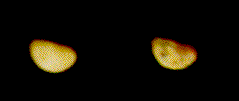
파이어니어 11호가 촬영한 이오의 모습.

첫 번째로 가까이서 이오를 지나친 탐사선은 파이어니어 10호와 파이어니어 11호인데, 각각 1973년 12월과 1974년 12월에 목성을 지나치며 이오를 관측했다. 전파 추적을 통해 이오의 질량과 정확한 크기를 측정했고, 또한 이오가 갈릴레이 위성 네개 중 가장 밀도가 높다는 것이 판명되었고 얼음보다는 주로 규산암으로 구성되어 있다는 것이 밝혀졌다. 파이어니어 탐사선은 이오의 궤도 주변에서 강력한 방사능과 이오의 얇은 대기의 존재를 밝혀냈다. 파이어니어 11호가 찍은 이오는 탐사선이 찍은 최초의 이오 사진이었는데, 이 사진은 북극 지역을 촬영한 사진이었다. 파이어니어 10호에서도 확대 이미지를 찍는 것이 계획되었으나, 높은 방사능 때문에 관측 기기가 작동하지 않았다.

### 보이저 호

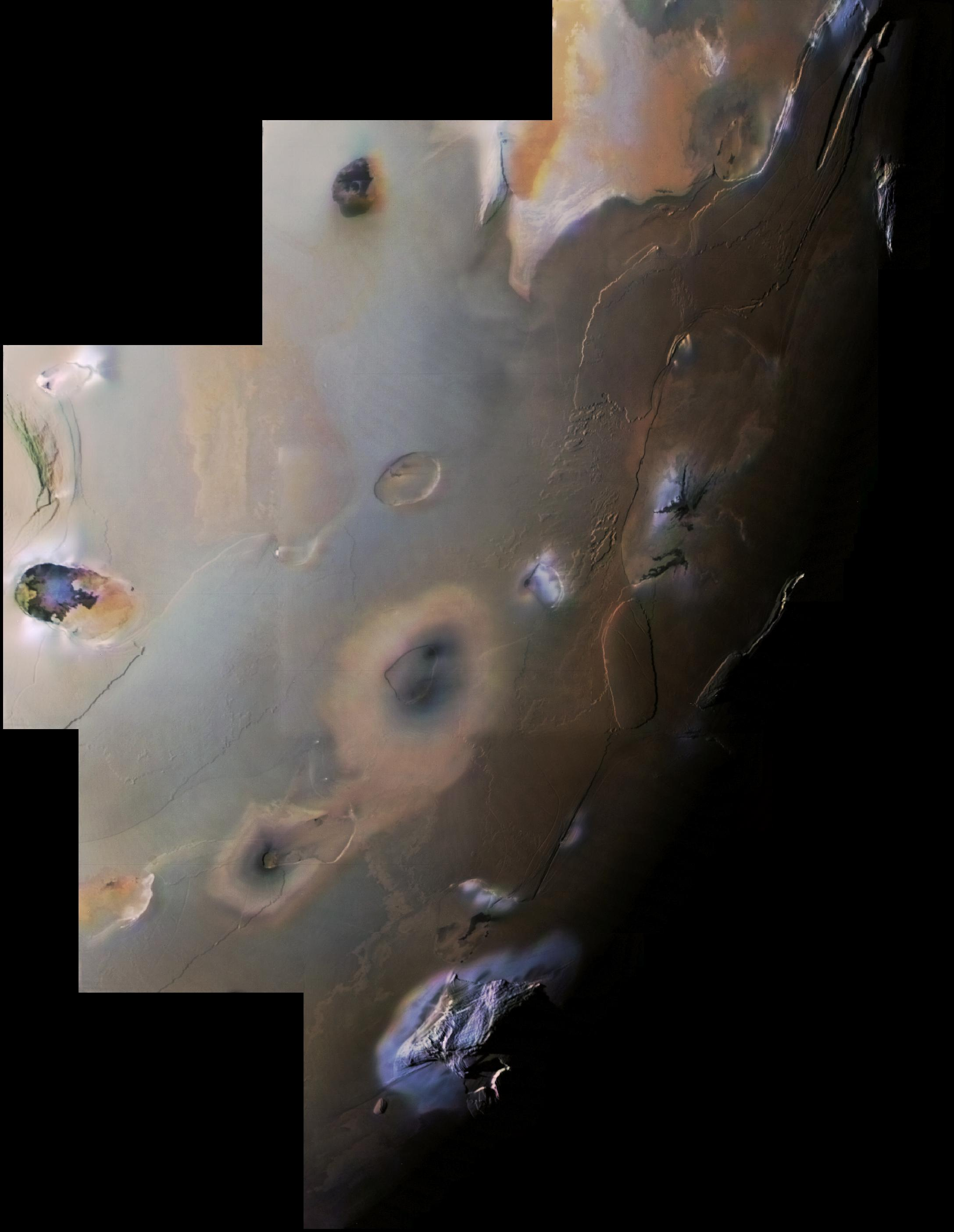
보이저 1호가 촬영한 남극 부분의 합성 영상. 사진에서 이오에서 가장 높은 2개의 산들이 보이는데, 왼쪽 위에 유보이아 몽테스가 있고 중앙 쪽에 헤이무스 몽스가 있다.

보이저 1호와 보이저 2호는 1979년에 이오를 통과했는데 가지고 있던 고급 사진 장비는 더 선명한 사진을 얻어 냈다. 보이저 1호는 1979년 5월 5일 이오에서 20,600 km 떨어진 곳까지 접근했다. 접근할 때 전송된 사진은 이상하였는데, 충돌구들의 모습이 잘 보이지 않았다. 높은 해상도의 사진은 구멍들이 잘 보이지 않음을 통해 표면이 상대적으로 젊음을 밝혀 냈고, 산들은 에베레스트 산보다 더 컸으며, 화산이 용암을 분출하는 모습과 닮아 있었다.
이오에 근접한 후, 보이저호의 항법장치 엔지니어인 '린다 A 모라비토'는 표면에서 가스 기둥이 분출되는 모양이 찍혀 있는 사진을 발견했다. 보이저 1호의 다른 사진에는 표면에서 가스 기둥이 구 모양으로 분출되는 사진이 있었다. 이 사진은 이오가 활발히 지질 활동을 한다는 것을 증명해 주었다. 이 현상은 보이저 1호가 이오에 도착하기 전 논문에서 예측되었던 결과였다. 논문의 저자는 이오가 유로파와 가니메데의 중력에 의해서 조석 가열 되어야 한다고 생각했다(자세한 과정에 대해서는 조석 가열 문서를 참조할 것). 자료에 의하면 이오의 표면은 황과 이산화 황의 서리로 덮여 있다. 또한 이 물질들은 얕은 대기를 형성하고, 플라즈마 고리를 이오의 궤도 주변에 형성한다(보이저 탐사선이 발견).
보이저 2호는 1979년 7월 9일 1,130,000 km의 거리에서 이오를 통과했다. 보이저 2호는 보이저 1호만큼 가까이 접근하지 않았지만, 보이저 2호의 사진은 4개월 전의 보이저 1호 사진과 비교하여 표면의 변화를 관찰할 수 있었다. 또한, 이오를 관찰할 때 발견했던 7~9개의 가스 기둥이 3월에서 7월까지 여전히 활성 상태인 것을 밝혔다. 하지만 유일하게 펠레 화산은 두 번의 근접통과 사이에 활동을 중단했다.

### 갈릴레오 호

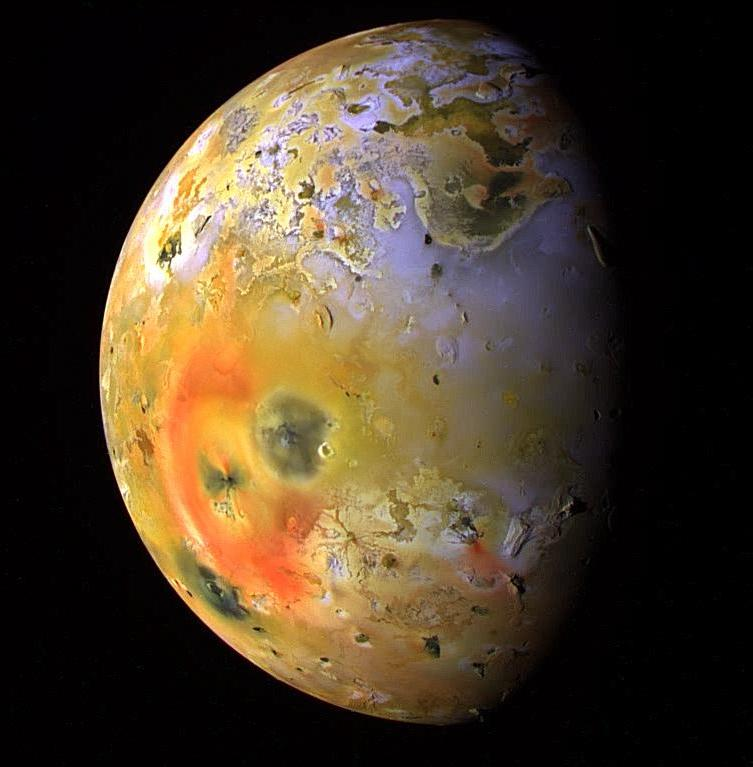
1997년 필란 파테라 화산에 의해 생성된 어두운 부분을 보여주는 갈릴레오의 사진이다.(빨간색의 체인 모습은 펠레 화산이 분출한 황 동소체로 이루어져 있다).

갈릴레오 호는 지구에서 발사된 지 6년 후인 1995년 목성에 도착했다. 갈릴레오 호는 보이저 탐사선의 '후속' 관측을 하였다. 갈릴레오 호는 목성 관측이 주 임무였을 뿐더러, 목성의 강렬한 방사능 고리와 이오의 궤도가 일치하는 탓에 저공 비행 계획은 탐사에서 배제되었지만, 갈릴레오 호는 2년 동안 '궤도에 들어가기 직전' 상태에서 관측하였다. 1995년 12월 7일에 이루어졌던 근접 통과에서는 어떤 사진도 촬영되지 못했지만, 이오와의 만남에서 의미있는 결과를 얻었다. 내태양계의 행성에 있는 것처럼, 이오의 내부에서 커다란 철 핵을 발견하였다.
지구로 전송되는 자료의 양이 제한되는 기계적 결함에도 불구하고, 갈릴레오 계획에서는 많은 중요한 자료들이 전송되었다. 갈릴레오는 필란 파테라의 화산 폭발을 관찰하여 화산 폭발로 분출된 물질의 구성을 알아내었다. 화산은 마그네슘이 풍부한 고철질암과 규산염 마그마로 이루어져 있었다. 이오를 멀리서 찍은 사진은 계획의 거의 모든 시기에 촬영되었다. 이로 인해 활동하는 활화산들이 많이 '공개' 되었고 (화산 폭발로 분출된 마그마에서 열이 발생하여 관측 가능해짐), 매우 다양한 형태의 수많은 산들이 관찰되었고, 보이저 탐사선과 갈릴레오 호 사이에 있었던, 또는 갈릴레오가 목성 궤도를 돌고 있을 때 일어났던 이오의 표면 변화를 관찰할 수 있었다.
갈릴레오 호의 계획은 1997년과 2000년에 두 번 연장되었었다. 이 연장된 기간 동안, 탐사선은 1999년 말과 2000년 초, 2001년 말과 2002년 초에 각각 세 번씩 이오를 가까이서 지나쳤다. 이러한 '만남' 동안 탐사선은 이오의 산과 화산에서 발생하는 지질학적 과정을 밝혀 내었고, 자기장의 존재를 배제하였으며, 화산 활동의 범위를 입증하였다. 2000년 12월, 카시니 탐사선은 토성으로 가는 도중, 목성에서 갈릴레오 호와 같이 짧은 관측을 하였다. 이 관측은 트바쉬타 파테라 화산이 이오의 오로라에 영향을 끼친다는 것을 밝혀내었다.

### 이후의 관측

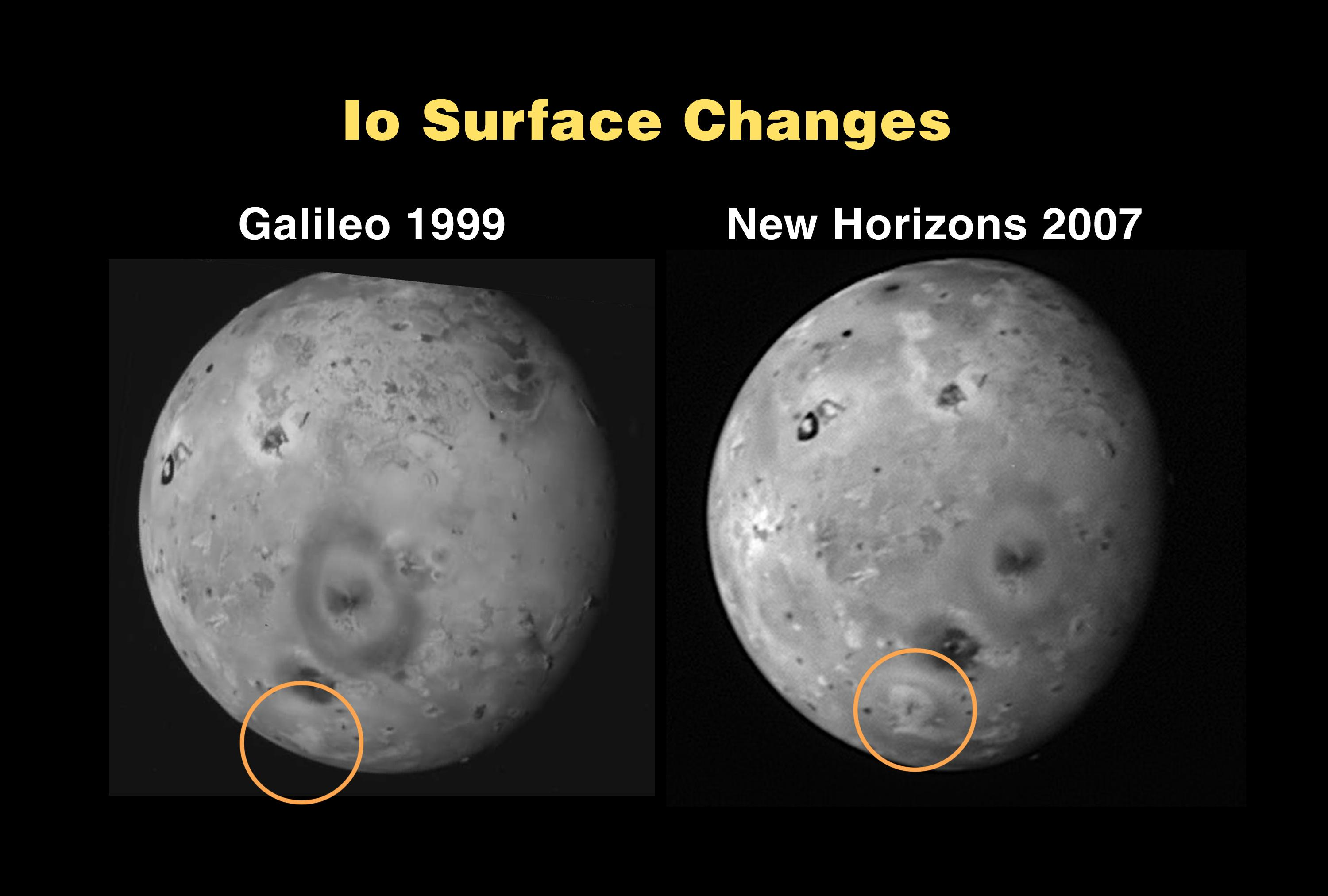
갈릴레오 탐사선의 표면 사진과 8년 후 뉴 허라이즌스 탐사선의 사진 비교

2003년 9월 갈릴레오 호는 계획에 따라 목성의 대기권에서 파괴되어, 이오 화산의 새로운 활동은 지구의 망원경에서 얻어졌다. 특히, 켁 천문대와 허블 우주 망원경의 적응광학 관측은 이오 표면의 활화산들을 생생하게 보여줬다. 이렇게 얻어진 영상을 이용해서 (목성에 탐사선을 보내지 않고도) 과학자들은 이오 화산의 움직임을 모니터링할 수 있다.
명왕성과 카이퍼 대를 목표로 하는 뉴 허라이즌스 호는 2007년 2월 28일에 목성과 이오를 지나쳤다. 이오 주변을 지나면서, 많은 원거리 관측 결과를 얻었다. 이 관측 데이터에는 트바쉬타 화산에서 거대한 분출이 일어나는 사진들도 포함되어 있었으며, 이로써 1979년 펠레 화산 이후 가장 큰 규모의 분출을 처음으로 정교하게 관측할 수 있었다. 뉴 허라이즌스 호는 기루 파테라 근처의 화산 하나가 폭발 초기 단계에 있는 모습과, 갈릴레오 호가 탐사하던 때 이후 폭발한 화산 여럿의 사진을 찍었다.
2014년 현재 목성과 그 주변의 계를 탐사할 계획 2개가 예정되어 있다. 하나는 현지 시간으로 2011년 8월 5일에 발사된 미국 항공우주국의 주노 탐사선이다. 해상도는 비교적 낮으나, 근적외선 분광기(JIRAM)를 이용하여 이오의 화산 활동을 관찰할 수 있다. 다른 하나는 2022년에 발사될 예정인 유럽 우주국(ESA)의 목성 얼음 위성 탐사선(JUICE)으로 목성계 전체를 탐사한 뒤 가니메데의 궤도에서 탐사를 종료할 예정이다. 목성에는 2030년 1월에 도달할 예정이며, 이오에서 협각 카메라와 같은 장비를 이용하여 이오의 화산 활동을 관찰하고 표면의 조성을 조사할 예정이다.💫

## 공전과 자전
이오는 목성의 중심부로부터 42만 1700 킬로미터, 목성 대기 상층부로부터 35만 킬로미터를 떨어져 공전하고 있다. 이오는 갈릴레이 위성 중 가장 안쪽을 돌고 있으며 그 궤도는 테베와 유로파 사이에 있다. 목성에 근접한 위성까지 포함하면 이오는 목성으로부터 다섯 번째로 가깝다. 이오는 목성을 한 번 공전하는 데 42.5시간이 걸리는데, 이는 하룻밤 사이에 그 움직임을 볼 수 있을 정도로 빠른 속도이다. 이오는 유로파와 2:1 궤도 공명을 보이고, 가니메데와는 4:1 궤도 공명을 보인다. 이는 유로파가 목성을 한 번 돌 때 이오는 두 번 돌고, 가니메데가 목성을 한 번 돌 때 이오가 네 번 돈다는 뜻이다. 이 궤도 공명으로 이오의 공전궤도 이심률은 0.0041로 유지되며, 이오에 열을 공급하여 지질학적 활동을 만드는 주원인이 된다.(이 과정에 대한 자세한 설명은 조석 가열 문단을 참고) 이렇게 강제적으로 궤도가 일그러지지 않는다면 이오의 궤도는 조석 가속을 통해 원 모양이 될 것이고 이오는 지질학적으로 좀 더 조용한 세계가 될 것이다.
달이나 다른 갈릴레이 위성들처럼 이오는 공전 주기와 자전 주기가 일치하며, 목성을 향해 한쪽 면만을 계속 향하고 있다. 이 '일치성'으로 인해 이오의 경도(좌표) 체계가 만들어진다. 이오의 본초 자오선은 이오와 목성의 직하점에서 적도와 교차한다. 항상 목성을 바라보는 면을 목성 직하 반구로 부르며, 반대로 목성을 항상 등지는 면을 목성 반대 반구로 부른다. 또 공전 궤도상 움직이는 방향을 항상 바라보는 면을 순행 반구로 부르며, 반대로 공전 방향의 반대쪽을 바라보는 면을 역행 반구로 부른다.

## 목성 자기권과의 상호작용

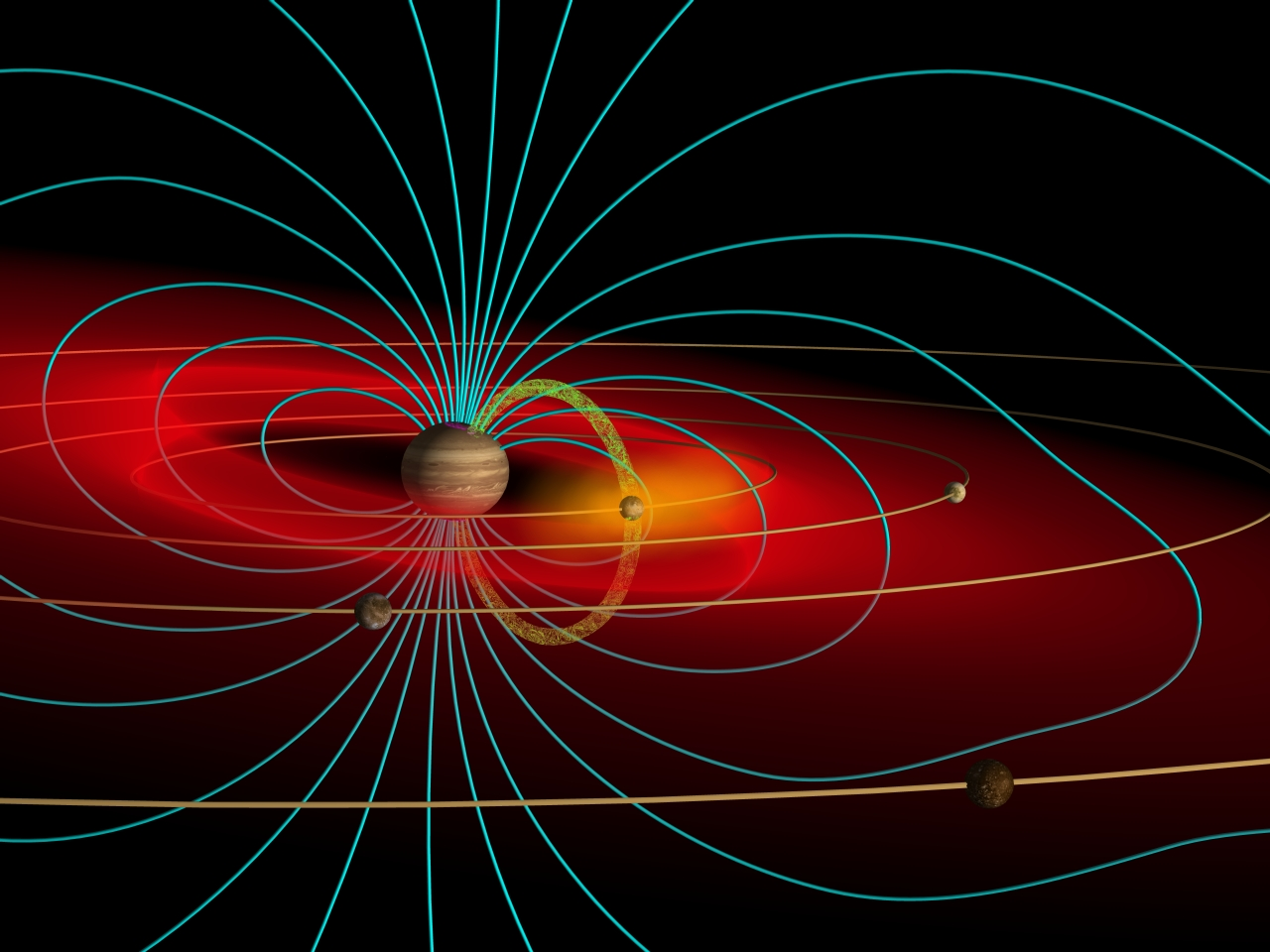
목성 자기권의 모습과 이오가 주는 영향(중앙 부근): 플라스마 고리(빨간색), 중성 구름(노란색), 선속관(녹색), 자기력선(파란색)

이오는 목성의 자기권이 형성되는 데 큰 영향을 준다. 목성의 자기권은 이오의 희박한 대기로부터 초당 1톤의 속도로 기체와 먼지를 끌어당긴다. 이오로부터 나오는 물질은 이온화·원자화된 유황, 산소, 염소, 나트륨, 칼륨, 분자 형태의 이산화 황과 유황, 먼지 모양의 염화 나트륨이 대부분을 차지한다. 이 물질들은 이오의 화산활동으로 태어났지만, 이오에서 탈출한 물질은 이오의 대기로부터 나온 것이다. 이 물질들은 이온화된 상태 및 조성 때문에, 여러 형태의 중성(비이온화) 구름이 되거나 목성 자기권 내에서 방사선대를 형성한다. 물질 중 일부는 영원히 목성계로부터 떨어져 나가기도 한다.
표면으로부터 이오 반지름의 6배에 이르는 거리까지 중성 황, 산소, 나트륨, 칼륨 원자로 이루어진 구름이 이오를 둘러싸고 있다. 이 입자들은 이오의 상층 대기에서 나온 것이며 플라스마 토러스(아래 설명 참조) 내의 이온과 충돌하여 들뜨고, 나머지 과정을 거쳐 이오의 힐 구(이오의 중력이 목성보다 강한 공간)를 채운다. 이 물질 중 일부는 이오의 중력을 벗어나 목성 주위 위성 공전궤도에 이른다. 20시간의 주기에 걸쳐 이 입자들은 바나나 모양의 중성구름을 만드는데, 그 범위는 이오의 공전궤도 안쪽 및 바깥쪽, 공전방향 및 역행방향을 포함하여 이오로부터 목성 반지름 여섯 배만큼 떨어진 거리에 걸친다. 토러스를 구성하는 입자 중 나트륨 이온에 전자가 공급되면 '들뜨게' 되며, 이 '빠른' 중성물질들은 토러스에서 탈출한다. 이 입자들은 속도를 유지하므로(초당 70킬로미터, 이오 공전속도에 대하여 초당 17킬로미터) 이오로부터 제트 형태로 쫓겨 나온다.
이오는 '이오 플라스마 토러스'로 알려진 강렬한 방사선 띠 안에서 목성을 돌고 있다. 이 토러스를 이루는 플라스마는 이오를 둘러싼 구름에 있던 중성원자가 이온화된 뒤 목성 자기권을 따라 움직이면서 생겨난 것으로, 구성물은 이온화된 황, 산소, 나트륨, 염소이다. 중성구름 속 입자와는 달리 이 이온화된 입자들은 목성 자기권과 함께 회전하는데 목성 주위를 초당 74 킬로미터 속도로 돌고 있다. 목성의 다른 자기장처럼 이오 플라스마 토러스는 목성 적도(이오의 공전면)에 대해 기울어져 있어서 이오는 목성을 돌면서 어느 때에는 토러스 중심부보다 아래나 위를 지나간다. 위에 언급한 것처럼 플라스마 이온은 속도 및 에너지 수준이 높아서, 이오의 대기와 주변 중성 구름으로부터 중성 원자 및 분자를 일부 제거한다. 토러스는 세 부분으로 구성되어 있다. 첫째는 '따뜻한' 바깥쪽 토러스로, 이오의 공전궤도 바로 바깥에 위치한다. 둘째는 '리본' 구조로 이오의 공전궤도 거리에 수직방향으로 형성되어 있으며, 식어가는 플라스마 및 중성 물질 영역으로 이루어져 있다. 셋째는 '차가운' 안쪽 토러스로, 여기 있는 입자들은 천천히 나선을 그리며 목성으로 빨려 들어간다. '따뜻한' 토러스에 있던 입자들은 평균 40일을 토러스에서 머무르다가 탈출한다. 이 입자들은 목성의 자기권이 비정상적으로 거대한 원인 중 하나를 만드는데, 입자들이 바깥쪽으로 가하는 압력은 자기권을 부풀어오르게 한다. 이오에서 탈출한 입자들은 자기권 플라스마 내에서 다양한 형태로 존재하며, 뉴 허라이즌스 호는 이들 입자가 긴 자기꼬리 형태를 이루고 있는 것을 관측했다. 과학자들은 토러스 내 물질이 뿜는 자외선을 측정하여 물질들 중 비슷한 부류를 연구하는 데 이용한다. 토러스의 물질들은 이오의 화산활동으로 나온 물질이 곧장 이동한 것은 아니나(그러나 그 근원이 되는 물질임은 맞다) 이오 주변의 중성 나트륨 구름에서 유래한 것으로 인정받았다.
율리시스 탐사선은 1992년 목성과 조우하면서 먼지 크기 입자의 흐름이 목성계로부터 탈출하고 있는 것을 관측했다. 이 주변과 구별되는 먼지 흐름은 목성을 초당 수백 킬로미터 속도가 넘는 속도로 빠져나오며, 입자의 평균 크기는 10 마이크로미터이고 주로 염화 나트륨으로 이루어져 있다. 갈릴레오 호의 측정치에 따르면 먼지 흐름은 이오에서 나왔으나, 이 흐름이 이오의 화산활동 또는 이오 표면에서 탈출한 물질 어느 쪽에서 생겨난 것인지는 정확히 밝혀지지 않았다.
이오는 목성의 자력선을 가로지르면서 공전하는데, 이 자력선은 '이오 선속관'으로 알려진 전자의 흐름을 만들어 냄으로써 이오의 대기·중성구름과 목성의 극 상층부 대기를 잇는다. 이 흐름은 목성의 양극에 오로라 빛을 만들어내며(이를 '이오의 발자국'으로 표현한다), 마찬가지로 이오 대기에도 오로라를 형성한다. 이 오로라 상호작용으로부터 나오는 입자들은 가시광선 파장대에서 목성의 양극지대를 어둡게 만든다. 이오가 지구에서 관측하기 좋은 위치에 자리잡을 때 목성에서 나오는 전파 신호량은 크게 증가하며 그 원인은 이 목성과 '이오의 발자국' 때문이다. 2011년 발사한 주노 탐사선이 이 상호작용 과정을 규명해 줄 것으로 기대된다. 또한 이오의 전리층을 통과하는 목성의 자력선은 전자의 흐름을 일으켜 이오 내부에서 자기장이 생성되도록 한다. 이오 스스로 만들어낸 자기장은 위성 표면 50 킬로미터 아래 규산염 마그마 바다(일부 녹아 있음)에서 생겨나는 것으로 보인다. 갈릴레오 호는 이오 외에 다른 갈릴레이 위성에도 자체적으로 생성된 자기장이 있음을 발견했는데, 그 원인은 이오의 마그마 바다와는 달리 유로파나 가니메데의 경우 위성 지하에 있는 물의 바다로 추측된다.

## 구조
이오는 달보다 약간 더 크다. 이오의 평균반지름은 1821.3 km로 달보다 5% 더 크며, 질량은 8.9319×1022 kg으로 달보다 약 21% 더 크다. 이오의 겉모습은 근소한 타원체 형태로 장축이 목성을 향해 있다. 이오는 질량과 부피 모두 갈릴레이 위성 중에서 가니메데와 칼리스토 다음 순위이지만 유로파보다 앞에 있다.

### 내부

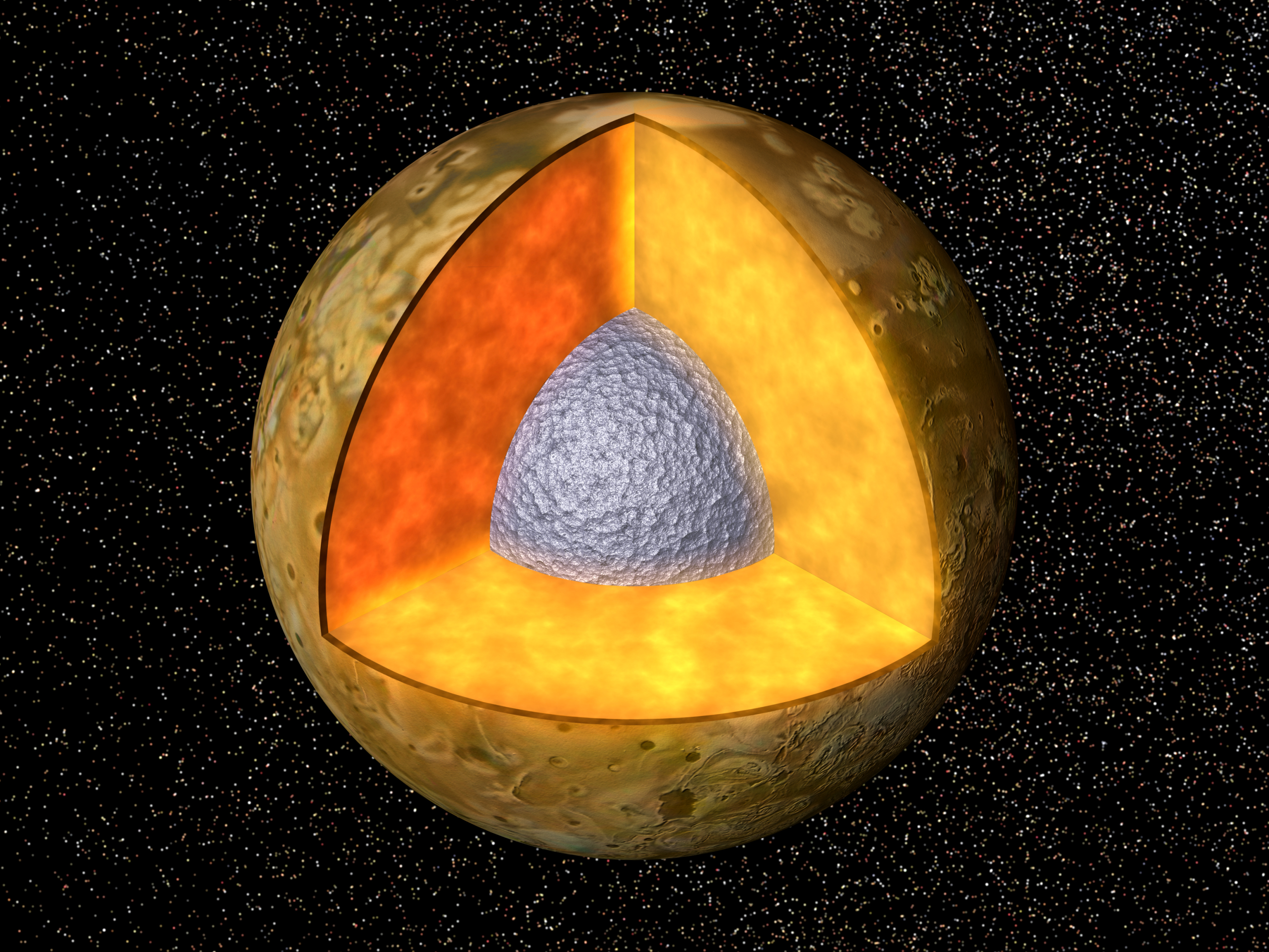
이오의 내부 구조 상상도. 중심부에는 철질 또는 황화철질의 핵이 있고(회색) 그 위로 부분적으로 녹은 맨틀(오렌지색), 규산염질의 지각(갈색)이 있다.

이오는 질량 대부분이 규산염질의 바위 및 철로 이루어져 있어서, 주로 물의 얼음과 규산염 광물의 혼합체로 이루어진 외태양계 위성들보다는 그 구성물이 지구형 행성에 가깝다. 이오의 밀도는 3.5275 g/cm3로 태양계의 어떤 위성보다도 높은데, 다른 갈릴레이 위성들보다 확연히 높고 달보다도 밀도가 높다. 보이저호 및 갈릴레오 호가 측정한 이오의 질량, 반지름, 중력 계수(어떤 물체 내에 질량이 어떻게 분포되어 있는지와 관계 있는 수치)에 기초한 모형에 따르면, 이오의 내부는 규산염이 풍부한 지각과 맨틀, 황철광이 풍부한 핵으로 나누어져 있는 것으로 보인다. 이오의 철질 핵은 전체 질량의 약 20%를 차지한다. 핵의 반지름은 만약 구성물이 완전히 철로 이루어져 있다면 350~650 km, 철과 황이 섞여 있다면 550~900 km일 것이다. 갈릴레오 호의 자력계로는 이오 내부에 존재하는 자기장을 감지하지 못했는데 이는 중심핵이 대류 활동을 하지 않기 때문으로 보인다.
내부 조성물 모형에 따르면 이오의 맨틀은 적어도 75%가 마그네슘이 풍부한 광물인 고토 감람석이며, L 콘드라이트 및 LL 콘드라이트 운석과 구성물질이 비슷한데 철의 함유량이 지구나 달(규소와 비교하여)보다 높지만 화성보다는 낮다. 이오에서 관측된 열의 흐름을 볼 때 이오의 맨틀 10~20%는 녹아 있을지도 모르며, 온도 높은 화산활동이 관측된 지역은 녹은 부분의 비중이 더 높은 곳일 수 있다. 그런데 2009년 갈릴레오 호의 자력계를 재분석한 결과 이오에 자체 형성된 자기장이 있음이 밝혀졌고 이는 표면에서 50 km 아래 마그마 바다가 있어야 가능한 결과였다. 2011년 발표된 추가 분석에서 이 바다 존재의 직접적 증거가 제시되었다. 마그마 층의 두께는 약 50 km이며 맨틀의 약 10%를 차지하고, 마그마 바다의 온도는 섭씨 1200도에 이른다. 이오의 맨틀 중 10~20%의 녹은 비율이 이 마그마 바다를 이루는 막대한 규산염 광물의 양과 일치하는지는 밝혀지지 않았다. 이오의 암석권은 광범위한 화산 활동으로 축적된 현무암과 유황으로 이루어져 있다. 두께는 최소 12 km에서 최대 40 km인 것으로 보인다.

### 조석 가열
지구나 달과는 달리 이오의 내부열은 방사성 동위원소 붕괴보다는 조석 소산이 주원인이다. 이 내부열은 목성과의 거리, 궤도 이심률, 이오의 내부 조성물 및 물리적 상태로 인해 발생한다. 유로파·가니메데와 이오가 이루는 라플라스 공명은 이오의 궤도 이심률을 유지하며, 이오 내부의 조석 소산이 공전궤도를 원형으로 만들지 못하게 막는다. 이 공명작용은 이오와 목성 사이 거리가 일정하게 유지되도록 만들며, 만약 이 힘이 없을 경우 목성이 증가시키는 조석력으로 이오는 천천히 나선 궤도를 그리면서 목성으로부터 멀어질 것이다. 이오의 조석팽대부는 공전궤도상 원점과 근점에서의 수직차(差)가 약 100 m에 이른다. 이처럼 변덕스럽게 잡아당기는 조석력 때문에 이오 내부에서는 '마찰' 또는 조석 소산이 발생하면서 엄청난 조석열을 만들어내고, 이오의 맨틀 및 핵 상당량을 녹인다. 만약 다른 위성과의 공명작용이 없다면 이 마찰 에너지는 이오의 궤도를 원형으로 만들었을 것이다. 이 에너지는 방사성 붕괴만으로 생성되는 에너지량의 200배가 넘는다. 내부열은 화산활동 형태로 풀려나며, 막대한 열의 흐름을 생성한다.(위성 전체: 0.6 ~ 1.6×1014 W) 이오 공전궤도 모형에 따르면 이오 내부 조석열의 양은 시간이 지나면서 변하는데, 현재 조석 소산의 크기는 관측되는 열의 흐름과 일치한다. 반면 조석열·대류 모형의 점성 프로파일에 따르면 표면으로 나오는 맨틀 열대류와 조석 소산의 크기는 일치하지 않았다.

### 표면

이오의 표면 지도

과학자들은 달, 화성, 수성 표면에서 오래된 지형들을 관측한 경험에 기반하여, 보이저 1호가 전송한 이오 사진에 수많은 충돌구가 있을 것으로 기대했다. 이오 표면 전체에 걸친 충돌구의 밀도가 이오 나이의 단서를 알려줄 것으로 보였다. 그러나 전송된 사진을 본 과학자들은 놀랐다. 충돌구는 거의 보이지 않았고 대신 이오 표면은 높은 산들이 점점이 박혀 있는 매끄러운 평지와, 다양한 모양과 크기의 구덩이들, 화산활동으로 생긴 용암류로 덮여 있었다. 당시 시점까지 관측된 대부분의 천체들과 비교했을 때 이오 표면은 다양한 유황 화합물로 이루어진 형형색색의 물질(그 색 때문에 피자나 상한 오렌지에 가장 많이 비유된다.)로 덮여 있었다. 표면에 충돌구가 없는 것으로 보아 이오의 표면은 지구 표면처럼 지질학적으로 젊어서, 충돌구가 생겨나도 화산 분출물이 그 위에 끊임없이 덮여 흔적을 지우는 것으로 추측되었다. 보이저 1호는 최소 9개의 활화산을 관측하여 이를 극적으로 입증하였다.

#### 표면의 구성 성분
이오는 표면에서 광범위하게 일어난 화산 활동으로 분출된 규산염 광물과 황, 이산화 황 등 다양한 물질이 뒤덮고 있어 색이 다채롭다. 특히 이산화 황은 이오의 표면에 넓게 분포하며, 이로 인해 이오의 표면의 넓은 부분은 흰색이나 회색 물질로 뒤덮여 있다. 황도 노란색 계열의 색을 띠는 많은 부분을 덮고 있으며, 중위도 지역과 극 지역에서는 복사열로 인해 안정한 고리형의 황 동소체 구조가 끊어져 적갈색을 띤다.

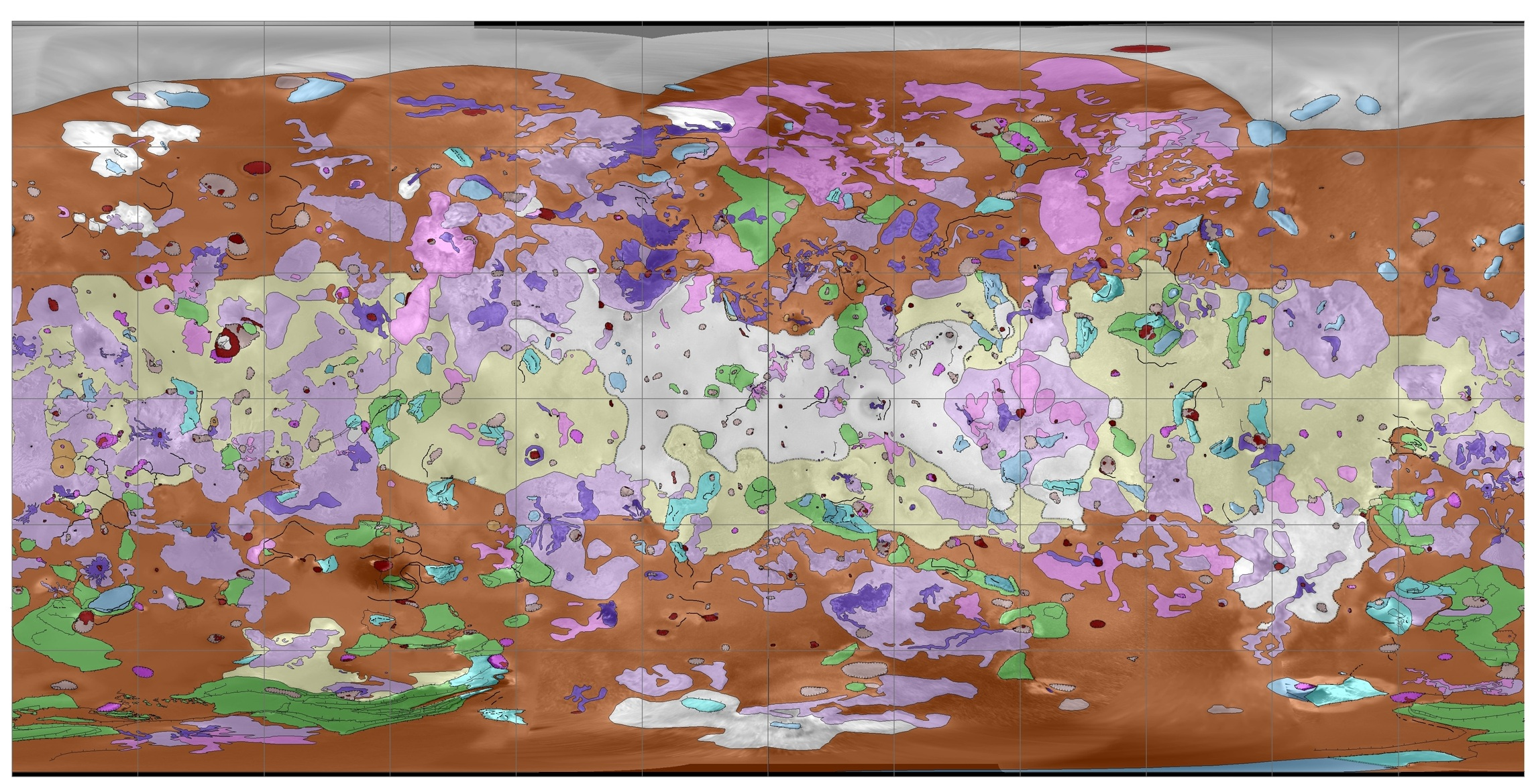
이오의 지질학적 지도

이오의 화산이 분화를 하면 연기가 우산 모양으로 발생하면서 이오의 표면을 규산염과 황 화합물로 뒤덮는다. 이 때 연기 기둥은 황과 이산화 황의 양에 따라 붉은색이나 흰색으로 보이게 된다. 일반적으로 화도(volcanic vent)에서 용암에 포함된 기체가 빠져나가 생성된 연기에는 S2의 함량이 높아 붉은색 부채꼴의 퇴적물을 형성한다. 규모가 큰 경우, 폭발 중심부에서 반경 450km의 거대한 붉은 고리가 생성되기도 하며 이렇게 고리 모양으로 퇴적된 지형은 펠레 화산에서 찾아볼 수 있다. 이러한 붉은색 퇴적물은 주로 3개나 4개의 황 원자가 고리 모양의 분자를 이루는 황 동소체나 이산화 황 등으로 구성되어 있다. 규산염 성분이 포함된 용암류가 있다면 이미 존재하는 황이나 이산화 황과 반응하여 흰색이나 회색의 퇴적물이 생성된다.
한편, 이오의 밀도가 매우 높다는 점과 이오의 구성 성분을 조사한 결과를 고려할 때, 얼음이나 수화된 광물의 결정수 형태로 존재하는 것은 실험적으로 확인되었으나 물은 거의 없는 것으로 추정된다. 이는 목성이 태양계의 진화 과정 당시에 온도가 높아 물과 같은 휘발성 물질이 이오 주변의 우주 공간으로 대부분 증발했기 때문으로 보인다.

#### 화산

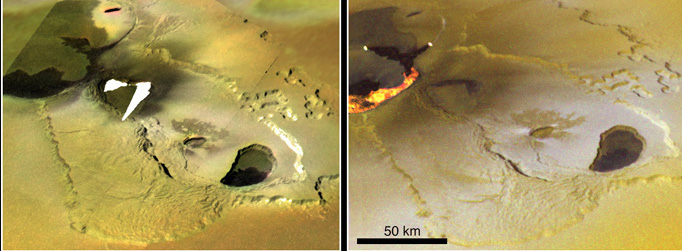
트바쉬타 파테라 화산활동 지역에서 활성(活性) 용암이 흐르고 있다. 두 사진은 갈릴레오 호가 각각 1999년 11월, 2000년 2월 찍었다.

이오의 궤도는 인접 천체와의 작용으로 미묘하게 찌그러져 있는데 이 이심률로 조석가열이 발생하여 이오는 태양계에서 화산활동이 가장 활발한 천체가 되었다. 이오에는 화산중심에서 흘러나오는 용암류 지형이 수백 개 있다. 화산 폭발이 일어나면서 수십~수백 킬로미터까지 흘러가는 용암류가 만들어지는데 용암은 현무암-규산염 성분이 대부분이고 여기에 고철질암 또는 초고철질암(마그네슘이 풍부함)이 섞여 있다. 이 활동의 부산물로 황, 이산화 황, 규산염질의 화산 쇄설암 물질(재와 비슷함)이 우주를 향하여 200 킬로미터 높이로 솟아 올라, 거대한 우산 모양의 분출물 기둥을 만든다. 이 물질들은 화산 주변 지형을 빨강, 검정, 흰색으로 물들이며 이오의 희박한 대기와 목성의 거대한 자기장에 물질을 공급한다.
이오 표면에는 '파테라'로 불리는, 화산활동으로 인한 함몰지형이 점점이 박혀 있다. 보통 파테라는 평평한 바닥 주위를 가파른 절벽이 둘러싼 형태이다. 이 지형은 지구의 칼데라와 닮았으나 그 생성 원인이 지구의 사촌처럼 용암이 빠져나간 빈 공간 위로 무너져 내려서인지는 밝혀지지 않았다. 한 가설에 따르면 파테라 지형은 화산활동으로 생기는 관입암상이 바깥으로 노출되어 만들어졌으며, 스며든 용암층 위에 있던 물질은 날아가 버렸거나 또는 관입암상에 녹아 들어갔다고 한다. 지구와 화성의 비슷한 지형과는 달리 이 함몰지형은 순상화산 꼭대기 주변에는 없으며, 보통 더 커다란데 지름 평균은 41 킬로미터이며 가장 큰 로키 파테라는 202 킬로미터에 이른다. 생성 원리는 확실하게 밝혀지지 않았으나 어쨌든 파테라 지형의 최소 절반 정도가 단층과 산으로 막혀 있으며, 여기서 이 지형은 지질구조상의 제약을 받고 있음을 알 수 있다. 이 지형에서는 2001년 기시 바 파테라 폭발과 같이 종종 화산이 폭발하여 용암이 흘러나와 바닥을 가로지르거나, 또는 용암호를 이루기도 한다. 이오의 용암 호수에는 펠레처럼 꾸준히 뒤집히는 용암판이 있거나, 로키처럼 간헐적으로 뒤집히는 용암판이 있다.

뉴 허라이즌스 호가 촬영한 사진 다섯 장의 연속재생. 트바쉬타 화산이 표면으로부터 330 km 높이까지 물질을 뿜어내고 있다.

이오 표면의 또다른 대표적 지형으로 용암류를 들 수 있다. 마그마는 파테라 바닥의 구멍이나 평원 표면의 틈을 통해 분출하는데, 그 모양은 평평하고 여러 성분의 혼합체로 마치 하와이 킬라우에아 산과 비슷하다. 갈릴레오 호가 보내온 사진으로 프로메테우스나 아미라니 등 이오의 거대한 용암류 다수는 오래된 용암류 꼭대기에서 작은 분출이 일어나면서 이 과정이 누적되어 만들어진 것임을 알게 되었다. 이보다 더 큰 규모로 용암이 새어 나오는 것이 관측된 바 있다. 그 예로 프로메테우스 화산의 용암류는 1979년 보이저 호가 처음 관측했을 때부터 1996년 갈릴레오가 다시 사진을 찍었을 때 사이 75~95 킬로미터를 흘러갔다. 1997년 일어난 거대 화산폭발로 뜨거운 용암이 약 3500 제곱킬로미터 넓이에 퍼졌으며 이는 화구와 인접한 필란 파테라 바닥을 가득 채웠다.
보이저 호가 보내온 사진으로 과학자들은 이 용암류의 성분은 그 대부분이 녹은 황의 다양한 혼합물이라고 생각했다. 그러나 이후 지구에서의 적외선 후속연구 및 갈릴레오 호의 자료로는 용암류 성분이 현무암질에 고철질암과 초고철질암이 섞여 있는 것으로 나타났다. 이 가설은 이오의 '열점' 또는 열방출 지역의 온도가 최소 1300 켈빈에서 일부는 1600 켈빈까지 기록한 것에 기반한 것이다. 원래 모형은 이들 열점 온도가 2000 켈빈까지 올라가는 것으로 나왔는데, 이는 잘못된 온도 모델을 사용하여 수치가 과도하게 측정되었기 때문이다.
펠레, 로키 화산에서 물질이 뿜어져 나오는 것을 발견한 것은 이오가 지질학적으로 살아 있음을 처음으로 보여주는 신호였다. 보통 이 분출기둥은 황이나 이산화 황과 같은 휘발성 물질이 이오의 화산으로부터 초당 1 킬로미터 속도로 뿜어져 나오면서 만들어지며, 기체와 먼지로 된 우산모양의 구름을 만든다. 이 화산활동 기둥에서 나트륨, 칼륨, 염소가 발견될 가능성이 있다.
이 기둥은 다음의 두 과정 중 하나를 통해 만들어진다. 첫째로, 녹아 있는 황과 이산화 황 기체는 화산구멍이나 용암호수에서 마그마가 분출할 때 풀려나며 이 때 이오에서 볼 수 있는 가장 큰 규모의 분출기둥이 만들어지는데, 종종 규산염으로 된 화산 쇄설물이 함께 끌려나온다. 이 기둥은 표면에 빨간색(짧은 고리 황 성분)과 검은색(규산염질 쇄설물) 퇴적물 구조를 만든다. 이 방식으로 만들어진 기둥은 이오에서 관측된 것들 중 가장 큰 규모로 붉은 고리모양 구조의 지름은 1000 킬로미터가 넘는다. 이 형태의 기둥을 형성하는 화산의 예로 펠레, 트바쉬타, 다즈보그 파테라 등이 있다. 둘째로, 용암이 흘러들어오면서 얼어 있던 이산화 황 위를 덮는데 여기서 이산화 황은 증발하면서 하늘로 치솟아 오른다. 이 방식의 기둥은 밝은 색의 이산화 황 퇴적물을 주변에 원형으로 만든다. 이들 기둥의 높이는 100 킬로미터 미만이나 이오 표면의 화산기둥 중에는 가장 오래 산다. 대표적 예로는 프로메테우스, 아미라니, 마스비 화산 등이 있다.

#### 산

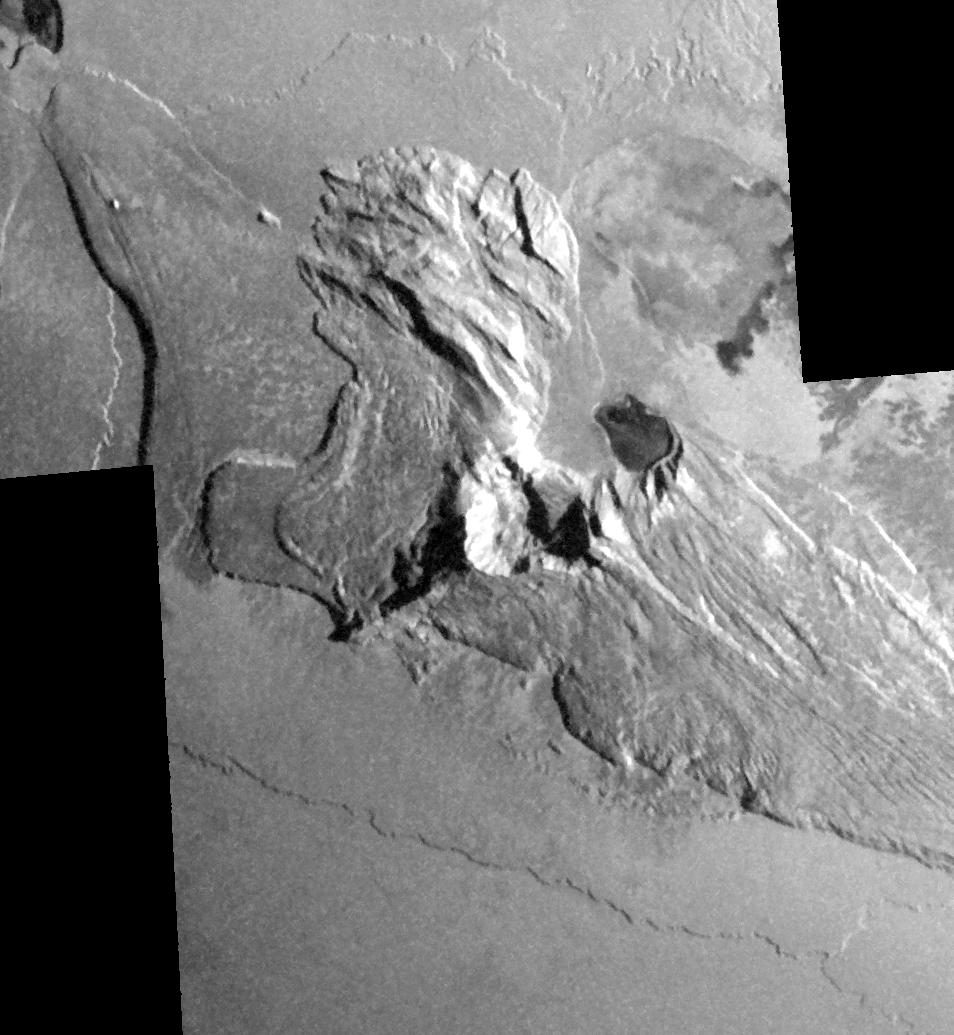
갈릴레오 호가 찍은 토힐 몬스의 흑백 사진. 이 산의 높이는 5.4 킬로미터이다.

이오에는 100~150개의 산이 있다. 이들 산의 평균 높이는 6 킬로미터이며 가장 높은 사우스 보사울레 몬테스는 17.5±1.5 킬로미터에 이른다. 이오의 산들은 크고(산의 평균 지름은 157 킬로미터이다.) 지질구조상으로 정형화된 윤곽이 특별히 없이 고립된 구조처럼 보이는데 이는 지구의 경우와 비슷하다. 이처럼 엄청나게 큰 규모의 지형이 유지되려면 그 구성요소는 대부분이 황이 아닌 규산염 암석이어야 한다.
이오의 독특한 겉모습을 만들어 준 광범위한 화산 활동에도 불구하고, 이오의 산 대부분은 화산활동으로 생긴 것이 아니라 지질 구조이다. 이오의 산 대다수는 암석권 아랫부분에 가해지는 압축응력으로 생겨난 것이며, 압력을 받은 이오의 지각판은 충상 단층 작용을 통해 솟아오르고 기울어진다. 산을 만드는 압축응력은 화산 물질이 계속하여 지각 아래로 침하하기 때문에 생긴다. 위성표면 전체에 걸친 산의 분포 양상은 화산구조 분포와는 반대로 보이는데, 산은 화산이 드문 곳에 몰려 있으며 반대로 화산은 산이 드문 곳에 많다. 여기서 이오의 암석권에 압축(산을 만드는 힘)과 신장(파테라를 만드는 힘) 작용이 지배하는 거대한 영역이 있는 것으로 보인다. 그러나 지역적으로는 산과 파테라가 서로 닿아 있는 모습도 자주 관측되는데, 산이 생길 때 만들어진 단층 사이를 마그마가 비집고 표면으로 올라오는 것으로 추측된다.
이오의 산(일반적으로 평원 가운데 솟아 있는 구조)은 다양한 형태를 보인다. 고원 모양이 가장 흔하며 이 구조는 거대하고 꼭대기가 평평하며 표면의 기복이 심하여 지구의 메사와 닮았다. 다른 산들은 기울어진 지각 덩어리처럼 보이는데, 이전에 평평했던 땅이 완만하게 기울어진 부분과, 예전에 땅 속에 있다가 압축응력으로 지표면으로 솟아올라 가파르게 경사진 부분으로 이루어져 있다. 이들 두 종류의 산 모두 하나 혹은 그 이상의 경계면을 따라 가파른 절벽이 형성되어 있는 경우가 많다. 화산 활동으로 생겨난 산은 몇 개 없어 손에 꼽을 정도이다. 이들은 작은 순상 화산과 닮았으며 중앙부의 칼데라 근처에서는 경사(6~7도)가 가파르나 가장자리를 따라서는 경사가 완만하다. 이 산들은 다른 평균적인 산들에 비해 작으며 높이는 1~2 킬로미터, 폭은 40~60 킬로미터이다. 경사가 훨씬 완만한 다른 순상 화산들은 라 파테라처럼 파테라 중앙부에서 용암류가 뿜어져 나오는 형태이다.
거의 모든 이오의 산이 어떤 열화(劣化) 단계에 있는 것으로 보인다. 큰 규모의 산사태 퇴적물이 이오 산 아랫부분에 흔하여 붕괴작용이 열화의 대표적인 형태임을 알 수 있다. 물결모양의 가장자리는 이오의 메사와 고원 지형에 자주 보이는데, 이는 이오의 지각으로부터 이산화 황이 뚫고 나와 산 가장자리를 따라 연약한 지대를 만들기 때문이다.

### 대기

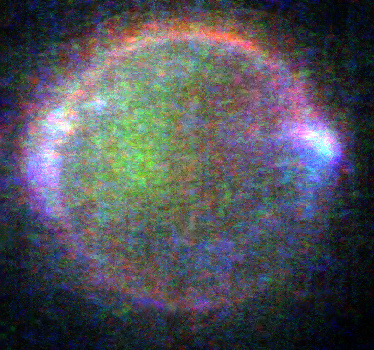
이오의 상부 대기권에서 극광이 빛나는 모습이다. 색이 다른 것은 대기가 서로 다른 물질로 이루어져 있기 때문이다(녹색은 나트륨, 붉은색은 산소, 파란색은 화산 활동으로 인해 생성된 이산화 황이 발산하는 빛이다). 이오가 일식 상태에 있는 동안 사진을 촬영했다.

이오는 주로 이산화 황(SO2)으로 구성된 얇은 대기를 가지고 있다. 이 밖에 일산화 황(SO), 염화 나트륨(NaCl), 황 원자와 산소 등의 물질도 포함되어 있다. 대기의 밀도와 기온은 하루 중의 시간, 위도, 화산 활동 여부, 표면의 서리의 양에 따라 크게 달라진다. 이오의 대기압은 목성을 마주보지 않는 면과 적도 지역, 그리고 표면의 서리 온도가 가장 높아지는 초저녁에 일시적으로 높아지며, 최대 대기압은 3.3×10−5 ~ 3×10−4 Pa(0.3 ~ 3 nbar)까지 올라간다.
화산 폭발이 일어난 지역에서도 5×10−4 ~ 4×10−3 Pa(5~40 nbar)의 범위 내에서 압력이 상승하기도 한다. 반면 밤인 지역에서는 이오의 대기압이 1×10−8 ~ 1×10−7 Pa(0.0001 ~ 0.001 nbar)까지 감소한다.
이오의 기온은 저고도에서는 이산화 황의 고체 상과 기체 상이 동적 평형을 이룰 정도의 낮은 온도이며, 높은 고도에서는 대기가 희박하여 이오의 플라스마 토러스의 플라스마나 자속 다발의 줄 발열에 의해 가열되므로 1800K에 이른다. 이오의 대기압은 매우 낮으므로 이오의 지표면에 대기가 미치는 영향은 적으나, 예외적으로 이산화 황의 고체 상이 많은 지역에서 적은 지역으로 일시적인 이동이 일어날 때와 화산 분출물의 고리가 커질 때에는 이오의 대기가 영향을 미친다. 또, 이오의 희박한 대기와 낮은 대기압으로 인해 이오에 착륙하는 탐사선은 착륙할 때 공기 주머니를 이용해 충격을 흡수하는 방식이 아닌 역추진 로켓을 이용하여 착륙해야 하며, 착륙 후에도 목성에서 나오는 강력한 방사선에도 버틸 수 있어야 할 것이다.
이오의 대기는 목성의 자기장에 의해 계속해서 제거되어 이오를 둘러싸고 있는 중성 구름이나 이오의 플라스마 토러스 쪽으로 이동한다. 매 초마다 이오의 대기에서 약 1톤의 물질이 제거되었다가 다시 끊임없이 채워지기를 반복한다. 이산화 황(SO2)을 가장 많이 방출하는 원천은 화산으로, 평균적으로 매 초마다 이오의 대기에 104kg의 이산화 황을 방출하며, 이는 다시 응축되어 표면으로 떨어진다. 이오의 대기 중에 존재하는 이산화 황의 양은 태양 빛이 표면에서 고체 상태로 존재하는 이산화 황을 지속적으로 승화시킴으로써 유지된다. 따라서 낮 동안에는 태양 빛을 많이 받아 따뜻하고 화산 활동이 활발한 적도에서 위도 40°까지의 지역에 대기가 집중되어 있다. 또, 관측 결과에 따르면 목성을 마주보지 않는 면에 이산화 황이 풍부하게 존재하므로 이 지역에서의 대기 밀도가 비교적 높으며, 이오가 태양과 가까울 때에도 대기 밀도가 증가하는 것이 확인되었다. 그러나 화도 인근에서 가장 높은 밀도가 관측된 적이 있는 것을 고려하면 화산 폭발로 인한 기체의 분출도 이오의 대기에 큰 영향을 미치는 것으로 보인다. 대기 중의 이산화 황 농도는 표면 온도와 밀접하게 연관되어 있기 때문에 밤이 되거나 이오가 목성의 그림자 뒤에 가려졌을 때는 이오의 대기 일부분이 사라지게 된다. 목성에 의한 일식 동안에는 이러한 현상이 비교적 덜한데, 이는 이오의 대기 중에서 가장 적게 포함되어 있는 일산화 황이 층을 이루기 때문이다. 그러나 밤 시간 동안 이오의 대기의 양은 낮에 대기 농도가 최대일 때보다 2배에서 4배 정도 낮아진다. 이오의 대기에서 소량을 차지하는 염화 나트륨(NaCl), 일산화 황(SO), 산소 원자(O), 황 원자(S) 등은 화산 가스의 분출, 광분해 및 태양 자외선 복사로 인한 이산화 황(SO2)의 분해에 의한 것이거나 목성의 자기장에서 날아온 대전된 입자들이 이오의 표면에 충돌하여 입자들이 대기 중으로 방출된 것에서 유래된 물질이다.
한편, 이오가 식에 있는 동안 고해상도 사진을 통해 오로라와 같은 발광 현상이 나타나는 것이 포착되었다. 이는 지구와 비슷하게 입자가 대기 중의 분자와 충돌하여 생기는 것이나, 지구에서의 오로라는 주로 태양풍 입자에 의한 것인 반면, 이오의 경우에는 목성의 자기장에서 나온 대전된 입자라는 점이 다르다. 또, 오로라는 보통 행성의 자북극이나 자남극에서 주로 관찰되지만 이오는 적도 지역에서 오로라가 가장 밝다. 이오는 자체 자기장이 거의 없으므로 이오 근처에서 목성의 자기장을 따라 움직이는 전자들이 바로 이오의 대기 입자들과 상호작용을 한다. 따라서 목성의 자속이 이오의 표면에 접하여 이오의 대기 입자들과의 접촉 면적이 가장 넓어지는 적도 인근 지역에서 오로라가 가장 밝게 보이는 것이다. 목성의 자기극 방향이 바뀔 때마다 그 접점들이 변하므로 이오의 오로라는 목성 자기극의 방향 변화에 따라서 같이 움직이게 되며, 실제로 관찰되었다. 또, 오른쪽 사진에서 보는 바와 같이 산소에 의한 붉은색의 희미한 발광 현상과 밤인 지역에서 나트륨에 의한 녹색 발광도 관찰되었다.

## 같이 보기
- 목성
- 목성의 위성
- 갈릴레이 위성
- 위성 목록
- 행성지질학

### 일반 정보
- (영어) 미국 항공우주국의 태양계 탐사 홈페이지의 이오 정보 보관됨 2014-03-28 - 웨이백 머신
- (영어) 9개의 행성 웹사이트의 빌 아넷의 이오 웹페이지
- (영어) 미시간 대학 우주의 창 홈페이지의 이오 개요
- (영어) Views of the Solar System website 홈페이지의 캘빈 해밍턴의 이오 웹페이지

### 미디어
- (영어) 이오의 자전 영상 (미국 해양 대기국)
- (영어) 이오의 3D 이미지와 비디오 및 기타 외태양계 위성들의 자료

### 사진
- (영어) 미국 항공우주국의 이오 사진 목록
- (영어) 갈릴레오 호의 발표된 사진들
- (영어) 뉴 허라이즌스 호의 원본 사진들
- (영어) 뉴 허라이즌스 호의 발표된 사진들
- (영어) 뉴 허라이즌스 호가 촬영한 이오의 '다른 사진'

### 지도
- (영어) USGS의 행성 지질학 웹사이트의 이오 전체 지도[깨진 링크(과거 내용 찾기)]
- (영어) USGS의 행성 지질학 웹사이트의 이오의 지명 과 이오의 지도와 지명

### 추가 정보
- (영어) 지구 자기장 탐험 교육용 홈페이지의 이오의 자기장
- (영어) 이오의 최소 표면 온도 수수께끼 보관됨 2012-05-15 - 웨이백 머신
- (영어) 이오의 산 데이터베이스
- (영어) 카시니 호에 의해 관측된 이오의 오로라 연구 보관됨 2011-10-18 - 웨이백 머신
- (영어) 제이슨 페리 이오 관련 블로그의 The Gish Bar Times